# Ляс-Дембови
Ляс-Дембови (пол. Las Dębowy) — село в Польщі, у гміні Лазіська Опольського повіту Люблінського воєводства.
Населення — 299 осіб (2011).

## Демографія
Демографічна структура станом на 31 березня 2011 року:
|          | Загалом | Допрацездатний вік | Працездатний вік | Постпрацездатний вік |
| -------- | ------- | ------------------ | ---------------- | -------------------- |
| Чоловіки | 146     | 31                 | 95               | 20                   |
| Жінки    | 153     | 26                 | 83               | 44                   |
| Разом    | 299     | 57                 | 178              | 64                   |